# Gigi Hadid
Jelena Noura „Gigi” Hadid (ur. 23 kwietnia 1995 w Los Angeles, w stanie Kalifornia) – amerykańska modelka pochodzenia palestyńsko-holenderskiego, od 2013 r. związana z agencją IMG Models.
W listopadzie 2014 roku zadebiutowała na liście Top 50 serwisu Models.com. W 2016 została ogłoszona Modelką Roku podczas Fashion Awards.

## Młodość
Urodziła się i dorastała w Los Angeles. Jest córką handlarza nieruchomościami Mohameda Hadida i byłej modelki Yolandy Hadid (z domu van den Herik). Matka jest z pochodzenia Holenderką, a ojciec Palestyńczykiem. Ze strony ojca spokrewniona jest z Daherem Al Omerem, księciem Nazaretu oraz szejkiem Galilei. Hadid ma dwójkę młodszego rodzeństwa, siostrę Bellę oraz brata Anwara, którzy także pracują w modelingu, oraz dwie przyrodnie siostry od strony ojca, Marielle oraz Alanę. Po rozwodzie matka modelki wyszła za mąż za producenta muzycznego Davida Fostera, stając się macochą dla pięciu sióstr. W 2013 r. Gigi ukończyła liceum Malibu High School, w którym była kapitanką szkolnej drużyny siatkarskiej i jeździła konno.
Zaraz po zdaniu egzaminów maturalnych przeprowadziła się do Nowego Jorku, gdzie mogła się skupić na studiach oraz karierze modelki. Od jesieni 2013 studiowała kryminologię w The New School, jednak porzuciła uczelnię ze względu na obowiązki zawodowe.

## Kariera

### 1997–2012: Początki kariery
Zaczynała karierę, mając zaledwie dwa lata. Została wówczas odkryta przez Paula Marciano z firmy odzieżowej Guess i wkrótce została twarzą kolekcji dla dzieci tej marki. Następnie porzuciła karierę na rzecz nauki, a do współpracy z marką wróciła dopiero w 2011 roku. Po wznowieniu kontaktu z Marciano została twarzą kampanii Guess w 2012 roku. Będąc już pełnoletnią, uczestniczyła w trzech kampaniach reklamowych marki.

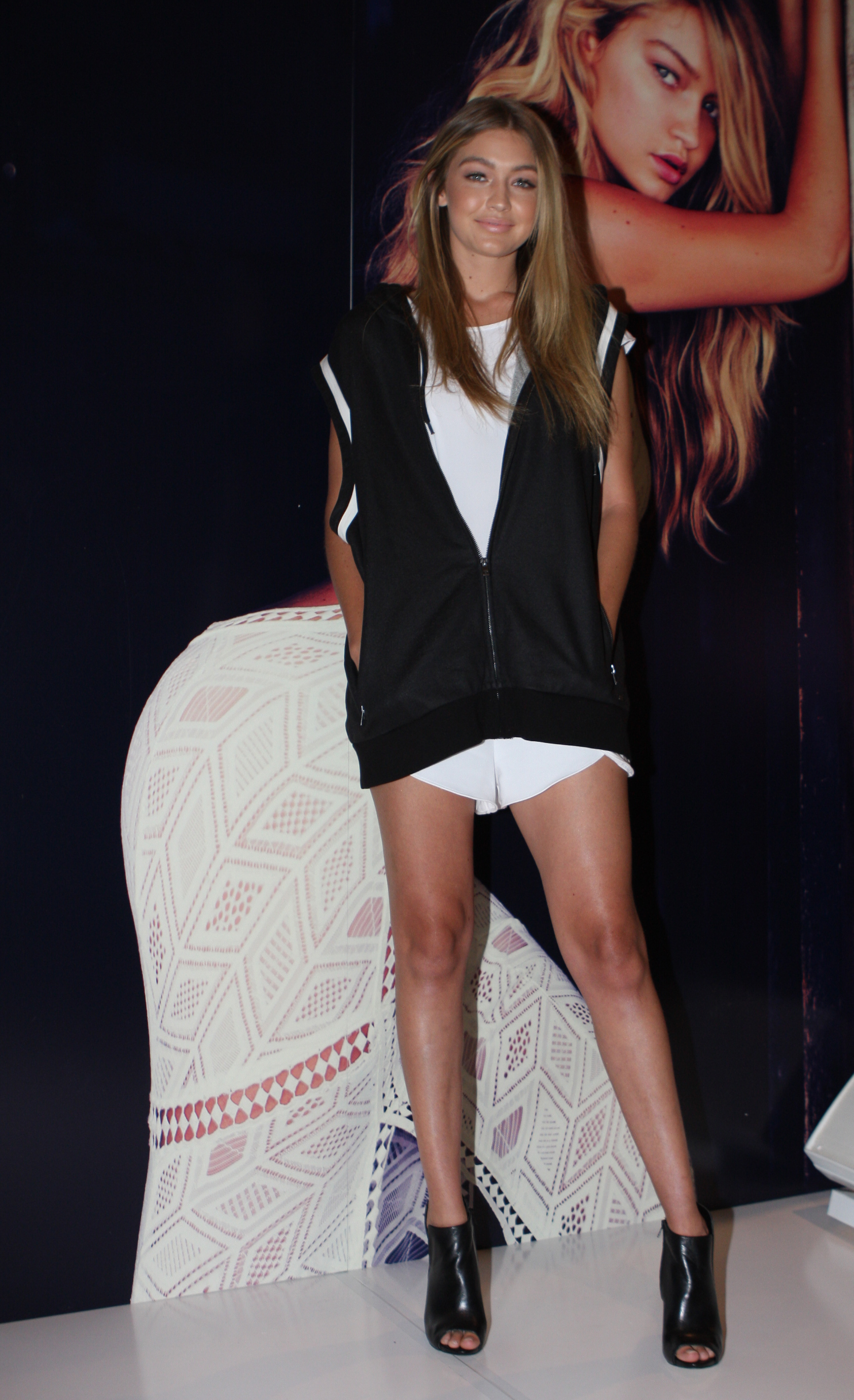
Hadid podczas inauguracji wiosennej kolekcji marki Guess (2015)

### 2013–2014: Profesjonalna kariera w Nowym Jorku
Po przeprowadzce do Nowego Jorku i podpisaniu kontraktu z IMG Models w 2013 zadebiutowała w lutym 2014 na wybiegu dla Desigual podczas nowojorskiego tygodnia mody. W tym samym miesiącu jej zdjęcie trafiło na okładkę magazynu „CR Fashion Book”. 15 lipca 2014 wraz z aktorem i modelem Patrickiem Schwarzeneggerem uczestniczyła w jesienno-zimowej kampanii okularów projektanta mody Toma Forda. 5 września 2014 współprowadziła galę rozdania nagród Fashion Media Awards magazynu „The Daily Front Row”. W późniejszym czasie wystąpiła w licznych kampaniach Toma Forda, m.in. w kolekcji jesienno-zimowej roku 2014, w materiałach promocyjnych zapachu Velvet Orchard i Tom Ford Beauty.

### 2015–2016: Modelka roku, pierwsza okładka Vogue
Wystąpiła w kalendarzu Pirelli na rok 2015. W styczniu 2015 została ogłoszona modelką roku przez magazyn „The Daily Front Row”, została także ambasadorką marki Maybelline. W lutym tego samego roku została pierwszą w historii modelką, która dwukrotnie pojawiła się na okładce CR Fashion Book. Do maja występowała na pokazach projektantów, takich jak Marc Jacobs, Chanel, Michael Kors, Jean-Paul Gaultier czy Max Mara. Wraz z siostrą Bellą pojawiła się w kilku kampaniach, w tym w sesji do magazynu „V” (czerwiec 2015). W grudniu po raz pierwszy wystąpiła w pokazie Victoria’s Secret Fashion Show.
Pojawiła się na wielu okładkach pism modowych, w tym na Vogue (amerykańskim, francuskim, włoskim, brytyjskim, japońskim, hiszpańskim, australijskim, brazylijskim, holenderskim, niemieckim oraz chińskim), Schön!, Numéro, Allure, W Magazine i Teen Vogue, a także na The Wall Street Journal, kanadyjskim Elle, Dazed oraz Harper’s Bazaar (amerykańskim oraz malezyjskim). Wystąpiła w sesjach do artykułów w VMAN, Elle, Grazia, Cleo i Vogue, Sports Illustrated, Paper, Vanity Fair i V. Na swoim koncie ma także kampanie dla Guess, Versace, Penshoppe, Balmain, Topshop, Max Mara oraz Stuarta Weitzmana.
W 2016 przeszła po wybiegach Versace, Chanel, Elie Saab, Fendi, Marc Jacobs, Anna Sui, Miu Miu, Balmain, Diane Von Furstenberg, Tommy Hilfiger, Fenty x Puma, Isabel Marant, oraz Giambattista Valli. W styczniu została ambasadorką marki Tommy Hilfiger, reklamując bieliznę, odzież oraz perfumy. W kwietniu pojawiła się w interaktywnej kampanii reklamowej dla BMW M2. 19 czerwca poprowadziła galę iHeartRadio Much Music Video Awards w Toronto. We współpracy z Tommym Hilfigerem zaprojektowała własną mini kolekcję Gigi by Tommy Hilfiger, którą zaprezentowała w trakcie nowojorskiego tygodnia mody. W trakcie jesiennych pokazów w Nowym Jorku, Paryżu oraz Mediolanie Gigi otworzyła pięć pokazów a siedem zamknęła. W październiku ogłoszono autorską kolekcję obuwia modelki dla Stuarta Weitzmana Gigi Boot, w tym samym czasie modelka została ambasadorką Reeboka i jego kampanii #PerfectNever.

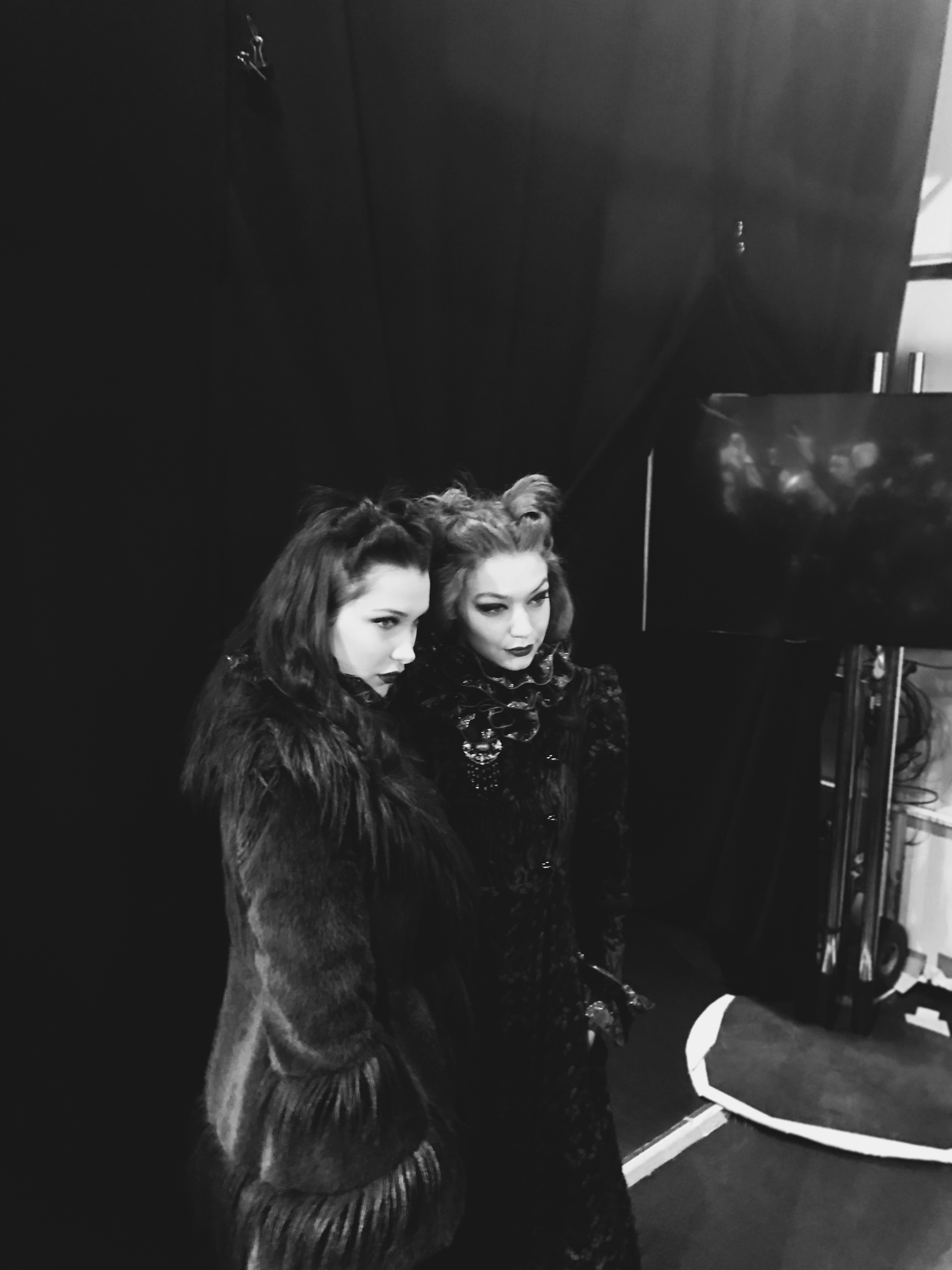
Hadid z siostrą Bellą za kulisami pokazu mody w Anna Sui (2017)

16 listopada poprowadziła rozdanie nagród American Music Awards wraz z komikiem Jayem Pharoah. W grudniu po raz drugi wystąpiła na wybiegu pokazu Victoria’s Secret Fashion Show, po raz pierwszy zakładając słynne skrzydła aniołka. Tego samego miesiąca została okrzyknięta Światową Modelką Roku podczas British Fashion Awards, a statuetkę wręczyła jej osobiście Donatella Versace.

### Od 2017
Wraz z siostrą Bellą ponownie rozpoczęły sezon wiosenno-letnich kampanii, reklamując marki Fendi oraz Moschino. W tym samym czasie została twarzą wiosenno-letniej kolekcji DSQUARED2. Druga kolekcja Hadid i Tommiego Hilfigera została zaprezentowana w lutym na sezon wiosenny. Modelka sfotografowała kampanię Versace Versus, w której wystąpił piosenkarz Zayn Malik oraz modelka Adwoah Aboah. Sfotografowała również specjalne wakacyjne wydanie magazynu V zatytułowanego Dziennik Gigi (Gigi's Journal), który zawierał polaroidy z różnymi osobami z branży modowej, celebrytami oraz jej bliskimi osobami.
Wystąpiła na czterech marcowych okładkach magazynu „Vogue”: amerykańskim, chińskim, brytyjskim oraz inauguracyjnym pierwszym wydaniu wersji arabskiej. Pojawiła się także na okładce wiosenno-letniego wydania CR Fashion Book, kwietniowym Jolie, oraz wiosennym The Daily. Gościła na pierwszych stronach majowych wydań holenderskiego Vogue, Cosmopolitana oraz Glamour, a także na czerwcowo-lipcowym wydaniu amerykańskiego Harper’s Bazaar. Wystąpiła w artykułach kwietniowego amerykańskiego Vogue i magazynu LOVE.
Podczas jesienno-zimowego przeglądu kolekcji w Nowym Jorku, Mediolanie oraz Paryżu otworzyła pokazy Jeremy Scott, Anna Sui, Versus (Versace), Alberta Ferretti, Missoni, H&M i Balmain, a zamknęła pokazy takich marek jak Isabel Marant, Moschino, Max Mara oraz Anna Sui. Podczas rozdania nagród Fashion Los Angeles Awards została uhonorowana najlepszym designerskim debiutem (za kolekcję z Tommym Hilfigerem).
W 2023 wystąpiła w reality show Netflixa Next In Show.

## Życie prywatne
Od listopada 2013 do maja 2015 roku była w związku z piosenkarzem Codym Simpsonem.  Od 2015 była związana z piosenkarzem Zaynem Malikiem.  Para wspólnie wystąpiła podczas sesji do majowego wydania magazynu „Vogue”. Mają córkę Khai (ur. 2020). W 2021 roku para rozstała się.
W 2016 ujawniła, że zdiagnozowano u niej zapalenie tarczycy Hashimoto.